# Star!
Star! is een Amerikaanse muziekfilm uit 1968 onder regie van Robert Wise. Het scenario is gebaseerd op het leven van de Britse actrice Gertrude Lawrence.

## Verhaal
Gertrude Lawrence groeit op in de arme buurt van Londen. Ondanks haar bescheiden komaf wordt ze een revuester op West End en Broadway. Het publiek ligt aan haar voeten, maar haar persoonlijke leven gaat niet altijd over rozen.

## Rolverdeling
| Acteur           | Personage           |
| ---------------- | ------------------- |
| Julie Andrews    | Gertrude Lawrence   |
| Richard Crenna   | Richard Aldrich     |
| Michael Craig    | Anthony Spencer     |
| Daniel Massey    | Noël Coward         |
| Robert Reed      | Charles Fraser      |
| Bruce Forsyth    | Arthur Lawrence     |
| Beryl Reid       | Rose                |
| John Collin      | Jack Roper          |
| Alan Oppenheimer | André Charlot       |
| Richard Karlan   | David Holtzmann     |
| Lynley Laurence  | Billie Carleton     |
| Garrett Lewis    | Jack Buchanan       |
| Anthony Eisley   | Ben Mitchell        |
| Jock Livingston  | Alexander Woollcott |
| J. Pat O'Malley  | Dan                 |

## Filmmuziek
1. Overture
2. Star!
3. Piccadilly
4. Oh, It's a Lovely War
5. In My Garden of Joy
6. Forbidden Fruit
7. N' Everything
8. Burlington Bertie from Bow
9. Parisian Pierrot
10. Limehouse Blues
11. Someone to Watch Over Me
12. Dear Little Boy
13. Entr'acte
14. Someday I'll Find You
15. The Physician
16. Do, Do, Do
17. Has Anybody Seen Our Ship?
18. My Ship
19. The Saga of Jenny
20. Star!